# Мерцвайлер
Мерцвайлер (нім. Merzweiler) — громада в Німеччині, розташована в землі Рейнланд-Пфальц. Входить до складу району Кузель. Складова частина об'єднання громад Лаутереккен-Вольфштайн.
Площа — 2,27 км2. Населення становить 156 ос. (станом на 31 грудня 2020).